# Cotxe Tramontana
El Tramontana és un cotxe creat per l'empresa Advanced Design Tramontana (A.D. Tramontana) a Catalunya, concretament a Palau de Santa Eulàlia (Empordà), on hi ha el centre tècnic i de manufacturació.
En aquest centre és on s'ha creat el cotxe més luxós i exclusiu de tot l'Estat espanyol. Aquest cotxe està tot a gust del comprador (es poden triar els materials, el color, la pell de la tapisseria i l'equipament). Tot el cotxe està cuidat fins al màxim detall amb l'objectiu d'obtenir l'exclusivitat.
El cotxe es pot adquirir en format monoplaça o biplaça. La gent apassionada amb els vehicles esportius hi veu similituds amb un cotxe de Fórmula 1; fins i tot molts el comparen amb un avió de combat. El seu xassís és de fibra de carboni, això fa que el cotxe pesi menys i pugui córrer més. A la contra, també n'encareix el preu.
És un cotxe exclusiu de gran luxe, ja que el fabricant en demana entre 600.000 i 1.000.000 € (depenent dels extres requerits). Només se'n fabriquen 12 a l'any, fet que provoca que la llista d'espera per comprar-lo sigui considerable.

## Versions

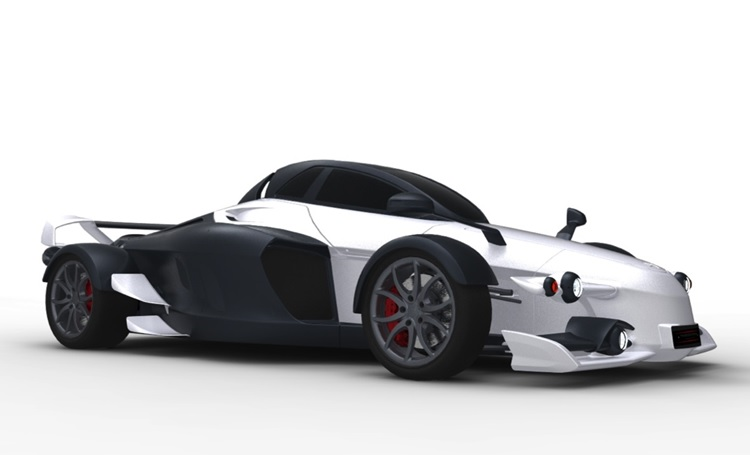
El Tramontana V10 del 2013

La primera versió del vehicle fou presentada, com a prototip, l'any 2005 al Saló de l'automòbil de Ginebra. L'any 2006 el model entrà en producció.
L'any 2009 és llança la segona versió: el Tramuntana R edition. En anys successius s'anaren llançant noves versions (el 2013 anaven per la V10).

## Característiques del cotxe
- Canvi de marxes de 6 velocitats.
- Motor de 12 cilindres en V, biturbo amb intercooler i 720 CV.
- El motor pot agafar fins als 355 km/h.
- Accelera de 0 a 100 km/h en només 3,7 segons.
- Rodes de 20.

## Especificacions versió R edition
font: especificacions fabricant
- Motor :
  - 12 cilindres en V 60º Biturbo de 5.513 cm³
  - Diametre cilindres: 82 mm
  - compressió: 9:1
  - Pressió del Turbo : 1.4 bar
- Potència màxima: 550 Hp – 404 kW a 5.000 rpm i 720 Hp – 529 kW a 5.250 rpm
- Par motor: 890 Nm a 3.500 rpm i 1.100 Nm a 4.000 rpm
- Transmissió longitudinal de la potència del motor
- Transmissió posterior
- Control de tracció (4 posicions)
- Caixa de canvis seqüencial de 6 velocitats
- Frens ceràmics de discos de carboni, ABS
  - Davanters: 380x34 mm de 6 pinces
  - Posterior: 380x34 mm de 6 pinces
- Llantes de 20" de fibra de carboni i magnesi central
- Pneumàtics:
  - Davanters: 245/40 R20"(Y)
  - Posteriors: 335/30 R20"(Y)
- Suspensió: independent de doble forquilla regulable
  - Altura de marxa variable, 85 / 135 mm
- Estructura en fibra de carboni monocasc (cabina)
- Carrosseria de fibra de carboni
- Dimensions:
  - Longitud: 4.900 mm
  - Amplada: 2.080 mm
  - Alçada: 1.300 mm
- Pes en buit: 1.268 kg.
- Capacitat de combustible: 100 ltrs.
- Rendiment màxim.
  - Velocitat: 325 km/h. (Limitat)
  - Acceleració: 0-100 km/h.: 3,6 seg.
  - Relació Pes potència: 1,76 kg/CV